# Drepanosticta tropica
Drepanosticta tropica är en trollsländeart som först beskrevs av Hagen in Selys 1860.  Drepanosticta tropica ingår i släktet Drepanosticta och familjen Platystictidae. Inga underarter finns listade i Catalogue of Life.